# Kettle Falls
Kettle Falls is een plaats (city) in de Amerikaanse staat Washington, en valt bestuurlijk gezien onder Stevens County.

## Demografie
Bij de volkstelling in 2000 werd het aantal inwoners vastgesteld op 1527.
In 2006 is het aantal inwoners door het United States Census Bureau geschat op 1610, een stijging van 83 (5,4%).

## Geografie
Volgens het United States Census Bureau beslaat de plaats een oppervlakte van
2,4 km², geheel bestaande uit land. Kettle Falls ligt op ongeveer 494 m boven zeeniveau.

## Plaatsen in de nabije omgeving
De onderstaande figuur toont nabijgelegen plaatsen in een straal van 40 km rond Kettle Falls.